# Чубинашвили, Георгий Николаевич
Гео́ргий Никола́евич Чубинашви́ли (груз. გიორგი ნიკოლოზის ძე
ჩუბინაშვილი также Чубинов; 21 ноября (3 декабря) 1885, Санкт-Петербург, Российская империя — 14 января 1973, Тбилиси, Грузинская ССР) — грузинский искусствовед, академик АН Грузинской ССР (1941); исследователь грузинской архитектуры и изобразительного искусства.

## Биография
С 1907 по 1912 годы изучал психологию в Лейпцигском и Галле-Виттенбергском университетах.
С 1916 по 1917 год изучал грузино-армяно-персидскую филологию в Петроградском университете.
После возвращения в Грузию, с 1918 по 1931 и с 1937 по 1948 год преподавал в должности профессора в Тбилисском государственном университете.
С 1922 по 1926 год был одним из основателей и первым ректором новоучреждённой Тбилисской академии изящных искусств.
Объездил с экспедициями всю Грузию, производя фотофиксацию и описание памятников архитектуры.
С образованием в 1941 году АН Грузинской ССР был избран в число первых действительных членов Академии. С 1941 года и до своей кончины руководил Институтом истории грузинского искусства Академии наук Грузинской ССР. В своих трудах отстаивал положение о том, что грузинская архитектура развивалась независимо от влияния армянского зодчества.
Похоронен в парке Тбилисского университета.
Именем Георгия Чубинашвили названа улица в Тбилиси. Его имя носил Институт истории грузинского искусства (ныне — Национальный исследовательский центр истории грузинского искусства и охраны памятников им. Г. Чубинашвили).
Сын — Николай Чубинашвили (1908—1993).